# Авдіївка (станція)
Авді́ївка — проміжна залізнична станція Лиманської дирекції Донецької залізниці на лінії Ясинувата-Пасажирська — Покровськ між станціями Ясинувата-Пасажирська / Донецьк (22 км/26 км) та Очеретине (14 км). Розташована в місті Авдіївка Донецької області.

## Історія
Відкриття станції пов'язують із подовженням будівництва Катерининської залізниці впродовж 1881—1884 років. 18 травня 1884 року через станцію пройшов перший поїзд.

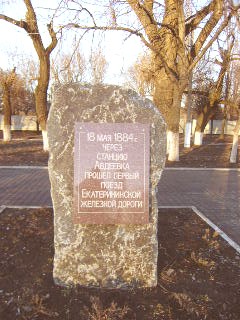
Пам'ятний знак на честь прибуття на станцію першого поїзда 18 травня 1884 року

Назва станції походить від найближчого однойменного села (за 2—3 верст), яке вважається одним із найстаріших в цій місцевості. В перші роки експлуатації залізниці в Авдіївці було збудоване оборотне депо для паровозів станцій Гришине та Юзове. Станція вже відправляла свої перші вантажі. Станом на 1885 рік, станція Авдіївка відправила 10 тис. пудів пшениці, 8 тис. пудів жита, 1 тис. пудів вівсу, 8 тис. пудів ячменю, 7 тис. пудів вугілля. Обсяги прибуття вугілля на станцію Авдіївка становили 208 тис. пудів.
Станція Авдіївка була великим залізничним адміністративним центром, головною транзитною станцією напряму Авдіївка — Катеринослав, а також єдиною сортувальною станцією східної частини головного ходу Катерининської залізниці, яка формувала вантажні поїзди до Катеринослава, й навіть Довгинцевого та П'ятихаток. У 1911 році станція Авдіївка приймала 2100 вагонів на добу (1000 — зі сходу, 1100 — з заходу) й відправляла понад 2000 вагонів на добу. Вагонообіг мав чітку тенденцію до збільшення. Втім, сама Авдіївка власні вантажі відправляла дрібними партіями, в тому числі — хлібні відправлення, — до 6 вагонів на добу. Серед відправлених вантажів у 1911 році були: пшениця — 12 тис. пудів, борошно пшеничне — 2 тис. пудів, сіль — 2 тис. пудів, нафта — 1 тис. пудів, гас — 2 тис. пудів, вугілля — 46,3 млн. пудів, ліс — 4 тис. пудів. Усі вантажі, окрім пшениці й борошна, станція відправляла шляхом формування й переформування вантажних поїздів. Прибуття вантажів по Авдіївці за аналогічний період складало: борошно пшеничне — 363 тис. пудів, жито — 24 тис. пудів, борошно житнє —12 тис. пудів, овес — 14 тис. пудів, ячмінь — 1,91 млн. пудів, сіль — 8 тис. пудів, нафта — 52 тис. пудів, гас — 10 тис. пудів, вугілля — 116 тис. пудів, дрова — 31 тис. пудів, ліс — 636 тис. пудів.

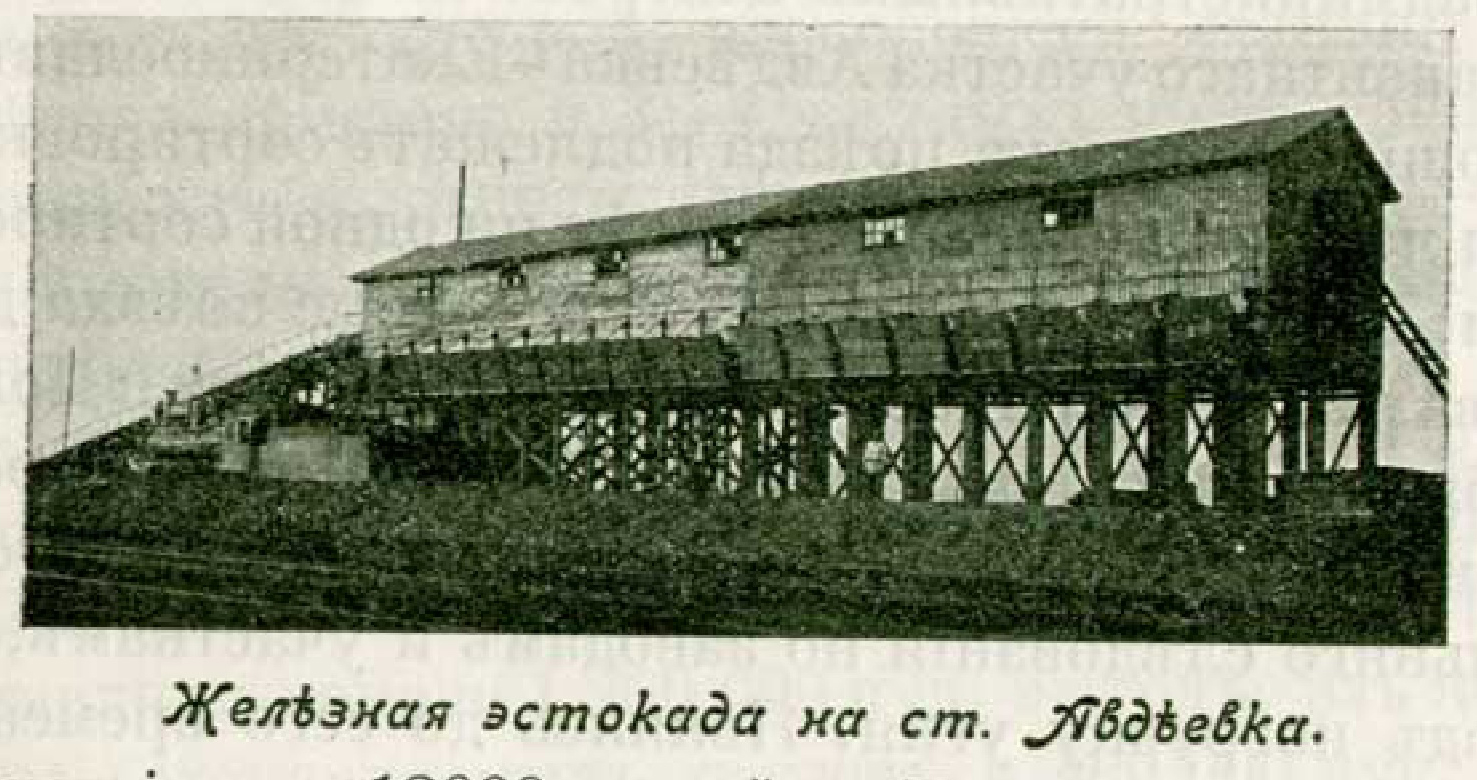
Залізнична естакада (1912)

На станції, окрім оборотного, знаходилося основне локомотивне депо для обслуговування дільниць до станцій Микитівка, Горлівка, Дебальцеве на 40 місць (в депо налічувалось 127 паровозів та 818 робітників), а також ремонтні майстерні, матеріальний склад. Для освітлення станції, депо й прилеглої території була побудована електрична станція. Для завантаження паровозів була обладнана залізнична  механічна естакада на 40 засіків (200 пудів кожен). Також був зведений єдиний на лінії гуртожиток телеграфістів на 29 осіб із кухнею, їдальнею та бібліотекою. Загальна протяжність станційних колій у 1912 році складала 37,5 верст, у 1917 році — 39,0 верст. Колійне господарство складався більш ніж із 70 колій, з них понад 15 тупикових. Маневрову роботу на станції забезпечували до 10 паровозів.

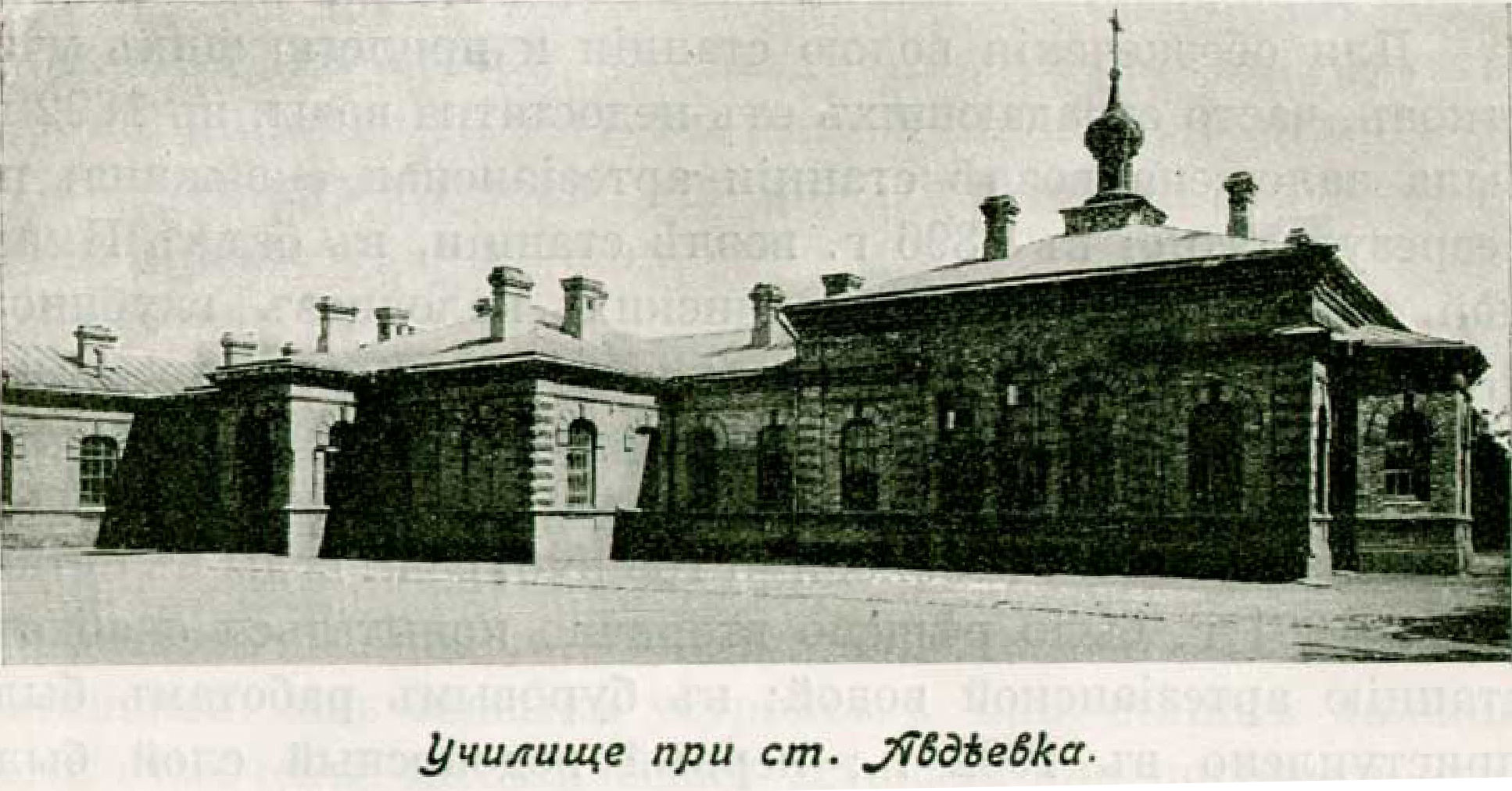
Училище при станції Авдіївка (1912)

Станом на 1917 рік на станції облаштовано будівлю вокзалу загальною площею майже 60 сажнів², пасажирську платформу завдовжки 357,5 сажнів, проміжну платформу, телеграф, дві водонапірні вежі, три пакгаузи загальною площею майже 50 сажнів², криту вантажну платформу площею 61,5 сажнів², відкриту вантажну платформа площею 39 сажнів², вугільний склад площею 509 сажнів², поворотне коло, вагонні ваги системи Каца вантажопідйомністю 4200 пудів, 8 гідравлічних кранів, 6 орендних ділянок під склади вантажів та інші потреби. Штат станційних працівників складався з начальника станції, 7 його помічників, 20 конторників, 9 сигналістів, 28 сторожів, 3 завідувачів маневрами, 18 складачів, 21 зчіплювача, 15 провідників, 106 стрілочників, 2 касири, 1 помічника касира, 4 переписувачів вагонів, 3 вагарів та 2 пломбувальників.
Одним із «вузьких місць» станції було її водопостачання, і в рамках вирішення цієї проблеми, починаючи з 1892 року, за 2-3 версти від станції були пробиті артезіанські свердловини та «бруклінські колодязі».
При станції утворено велике торговельне селище (12 тис. осіб) із церквою, школою, садом для гулянь, клубом із власною бібліотекою, лікарня на 60 койок з інфекційним відділенням. Загальна площа відомчого житла в пристанційному селищі перевищувала 3 тис. сажнів². Поблизу станції — 2 села (по 7 тис. жителів у кожному); поруч з селом Авдіївка були відкриті цегельно-черепичний завод, а також кар'єр кварцового піску. Крім того, на околиці працювали два млини та баластний кар'єр, на якому видобувалося до 350 вагонів каміння на рік.

## Пасажирське сполучення

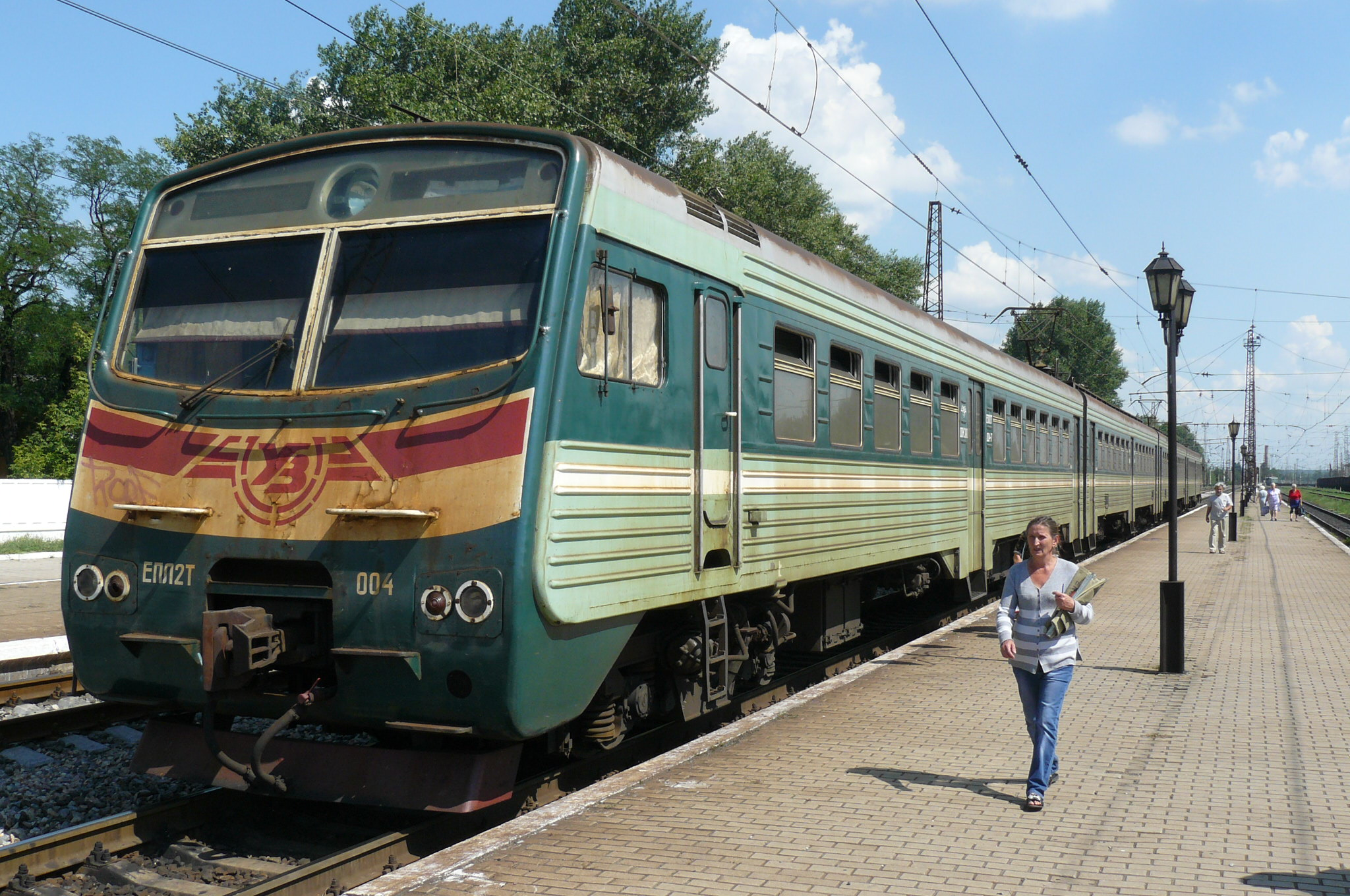
ЕПЛ2Т-004 на станції Авдіївка (2012)

Через бойові дії з 2014 року рух приміських поїздів здійснювався лише на ділянці Авдіївка — Очеретине — Чаплине. 
13 грудня 2020 року було відновлено міжміське пасажирське сполучення: новий поїзд сполучив Авдіївку з Києвом та іншими містами, який до повномасштабного російського вторгнення в Україну курсував щоденно.
З 24 червня 2021 року «Укрзалізниця» відновила щоденно курсування, окрім середи, регіонального поїзда сполученням Дніпро — Авдіївка. Мешканці Донеччини мали зручне сполучення з Придніпров'ям.
З 28 серпня 2021 року, через артилерійський обстріл з тимчасово окупованої території України рух поїздів у Донецькій області поблизу станції Авдіївки було тимчасово обмежено. З міркувань безпеки спочатку до 30 серпня, а згодом до 3 вересня було обмежено рух пасажирських та приміських поїздів до станцій Покровськ та Очеретине. Поїзду № 136/135 сполученням Київ — Авдіївка було обмежено рух до станції Покровськ, а приміським електропоздам та регіональному поїзду № 826/825 Дніпро — Авдіївка — до станції Очеретине
. З 4 вересня 2021 року відновлено рух поїзда № 136/135 Київ — Авдіївка, регіонального поїзда № 825/826 Дніпро — Авдіївка та приміських електропоїздів за звичайним графіком до станції Авдіївка.
Через повномасштабне  російське вторгнення в Україну пасажирське сполучення по станції Авдіївка тимчасово припинено.

## Галерея

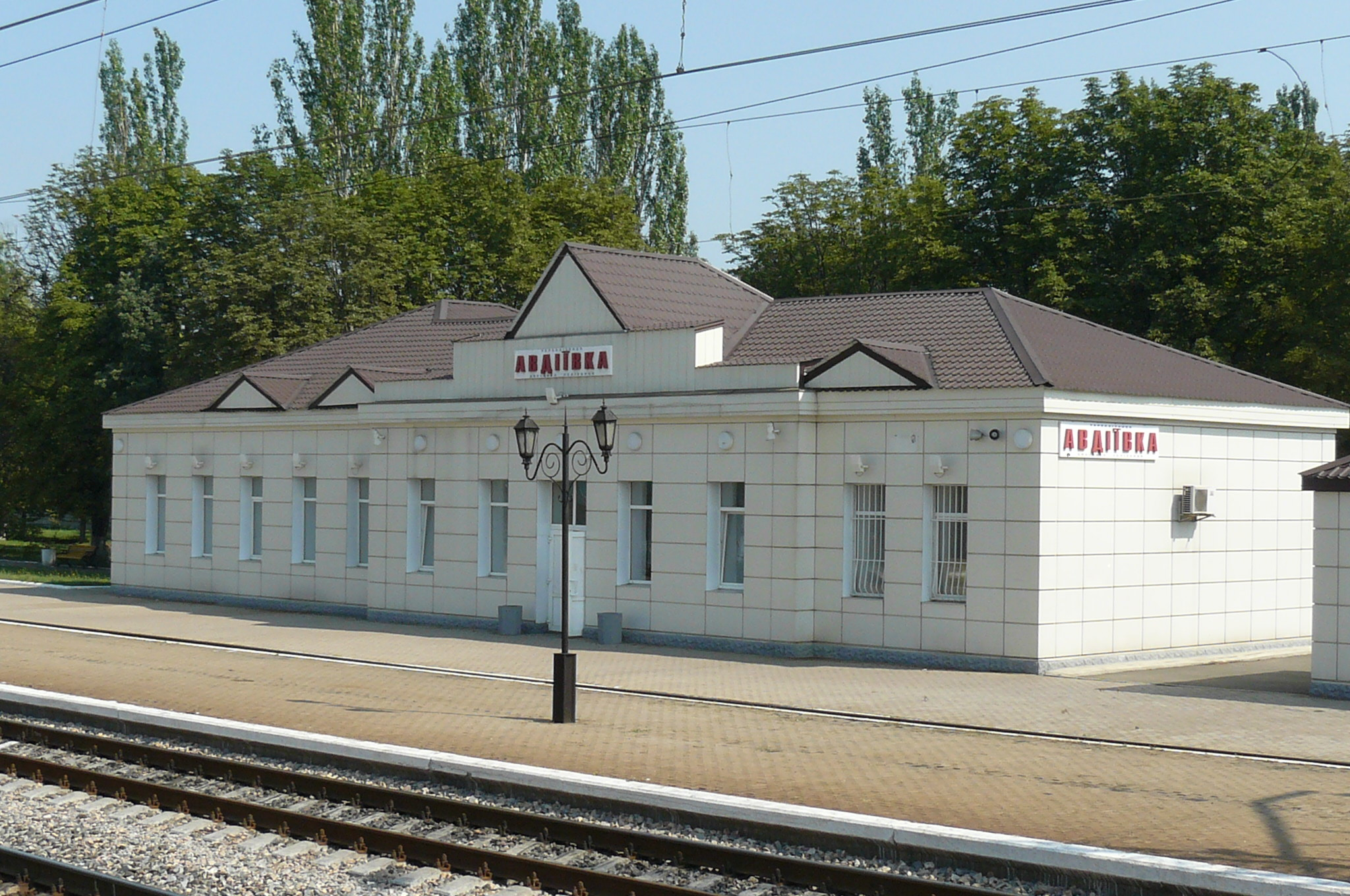
Вокзал станції Авдіївка (2012)
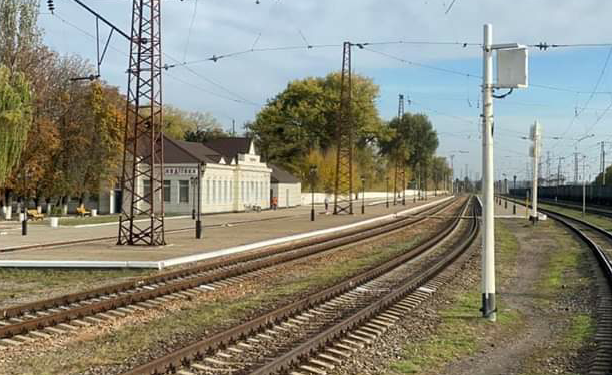
Бічна та острівні платформи (2012)
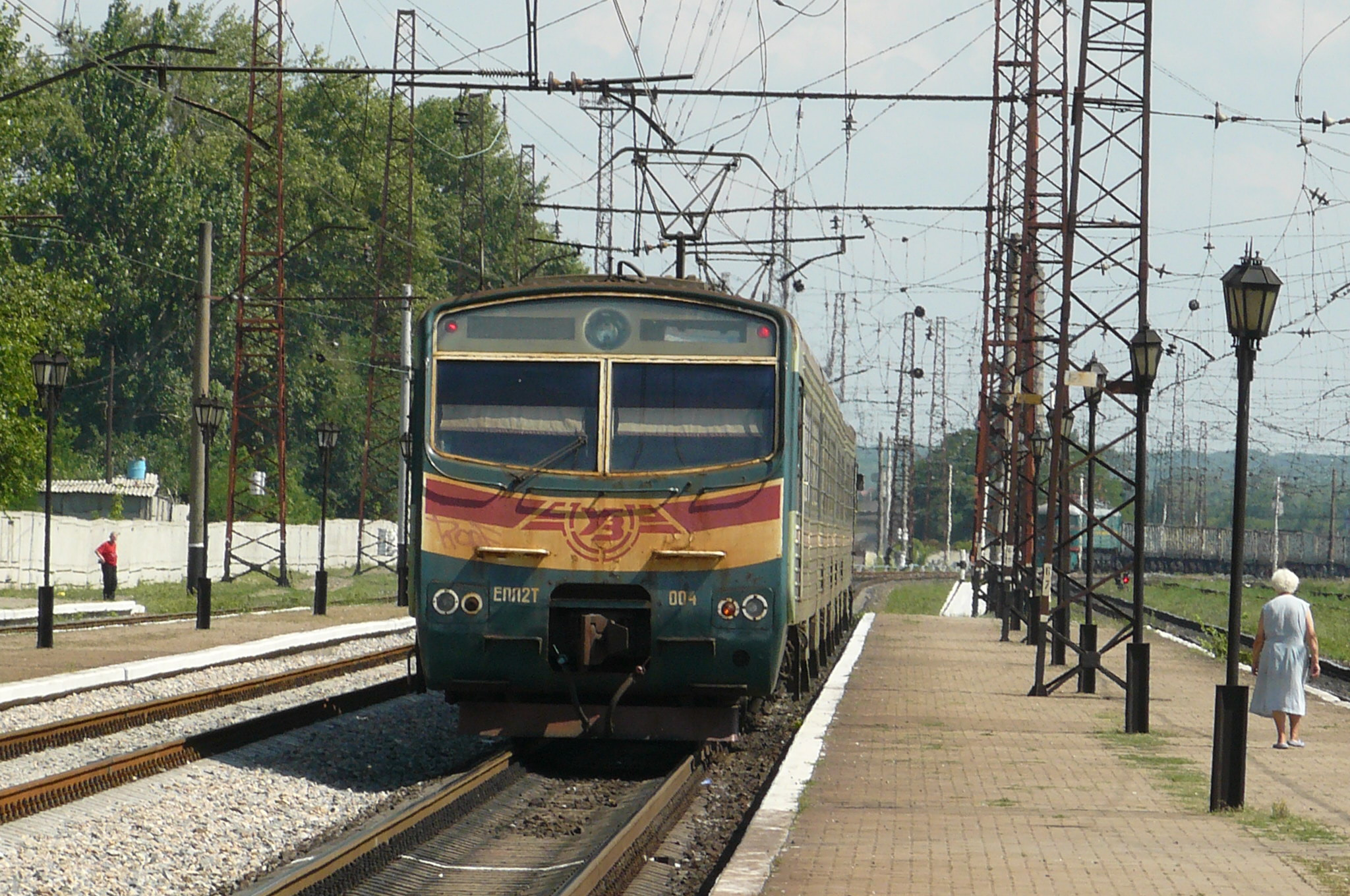
Електропоїзд ЕПЛ2Т-004 (2012)
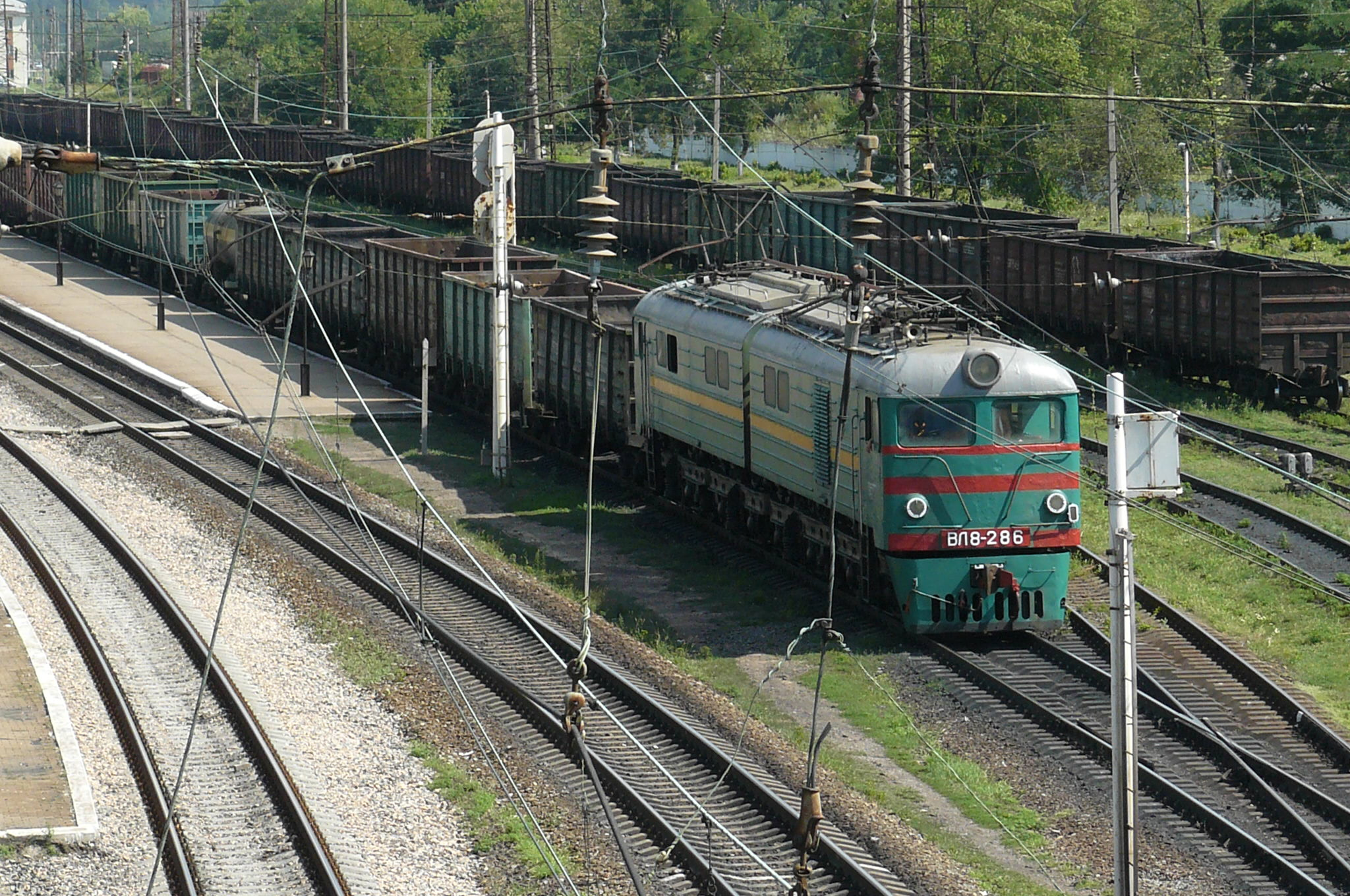
Вантажні поїзди на станції Авдіївка (2012)
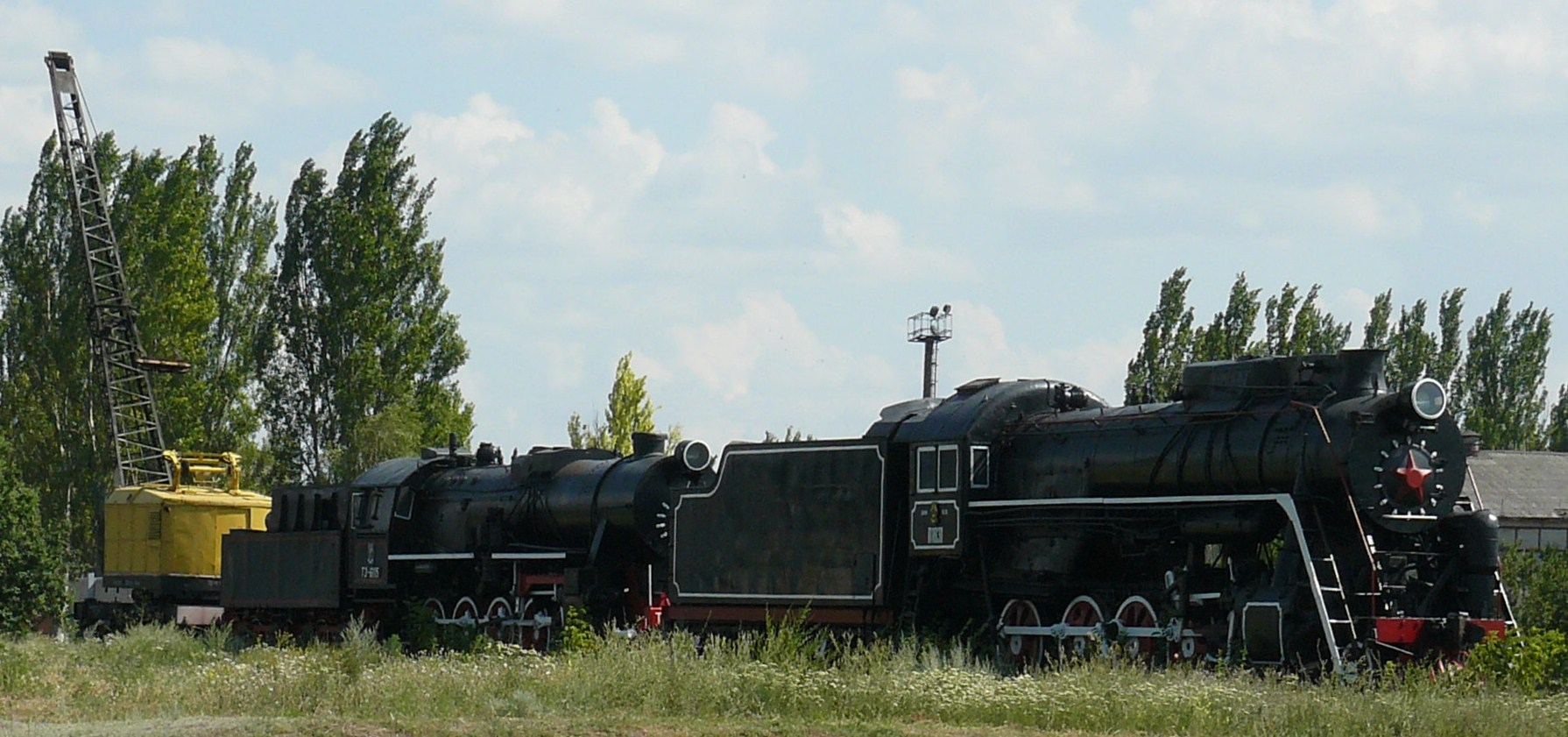
Паровози на станції Авдіївка